# Grand Prix de l'industrie et du commerce de Prato
Le Grand Prix de l'industrie et du commerce de Prato (en italien : Gran Premio Industria e Commercio di Prato) est une course cycliste italienne disputée à Prato, en Toscane. Créé en 1946, il fait partie de l'UCI Europe Tour de 2005 à 2015, en catégorie 1.1. En 2016, faute de sponsors, l'épreuve redescend au niveau amateur et n'est plus organisée depuis.
En 1958, il a été disputé sous forme de contre-la-montre. Les éditions 1971 et 1993 ont été le cadre du championnat d'Italie de cyclisme sur route.

## Palmarès
| Année | Vainqueur,           | Deuxième             | Troisième                |
| ----- | -------------------- | -------------------- | ------------------------ |
| 1946  | Nedo Logli           | Sergio Maggini       | Quirino Toccaceli        |
| 1947  | Sergio Maggini       | Luigi Casola         | Michele Motta            |
| 1948  | Giulio Bresci        | Mario Ricci          | Alfredo Martini          |
| 1949  | Luciano Maggini      | Nedo Logli           | Giovanni Corrieri        |
| 1950  | Ferdinand Kübler     | Alfredo Martini      | Dante Rivola             |
| 1951  | Arrigo Padovan       | Giuliano Bresci      | Waldemaro Bartolozzi     |
| 1952  | Luciano Maggini      | Widmer Servadei      | Fiorenzo Magni           |
| 1953  | Rino Benedetti       | Luciano Maggini      | Luciano Frosini          |
| 1954  | Danilo Barozzi       | Marcello Pellegrini  | Angelo Conterno          |
| 1955  | Aldo Moser           | Cleto Maule          | Gianfranco Sobrero       |
| 1956  | Danilo Barozzi       | Giorgio Albani       | Fiorenzo Magni           |
| 1957  | Silvano Ciampi       | Bruno Monti          | Alessandro Fantini       |
| 1958  | Ercole Baldini       | Aldo Moser           | Nino Defilippis          |
| 1959  | Giuseppe Fallarini   | Carlo Azzini         | Pierino Baffi            |
| 1960  | Alfredo Sabbadin     | Idrio Bui            | Guido Carlesi            |
| 1961  | Gilbert Desmet       | Giancarlo Manzoni    | Miguel Poblet            |
| 1962  | Bruno Mealli         | Luigi Mele           | Guido De Rosso           |
| 1963  | Vendramino Bariviera | Vito Taccone         | Dino Bruni               |
| 1964  | Michele Dancelli     | Adriano Durante      | Angelo Conterno          |
| 1965  | Michele Dancelli     | Italo Zilioli        | Franco Bodrero           |
| 1966  | Italo Zilioli        | Michele Dancelli     | Roberto Ballini          |
| 1967  | Michele Dancelli     | Marino Basso         | Bruno Fantinato          |
| 1968  | Adriano Durante      | Alberto Della Torre  | Wladimiro Panizza        |
| 1969  | Alberto Della Torre  | Ottavio Crepaldi     | Franco Mori              |
| 1970  | Marcello Bergamo     | Tomas Pettersson     | Fabrizio Fabbri          |
| 1971  | Franco Bitossi       | Felice Gimondi       | Enrico Paolini           |
| 1972  | Constantino Conti    | Willy De Geest       | Pietro Di Caterina       |
| 1973  | Fabrizio Fabbri      | Giancarlo Polidori   | Walter Riccomi           |
| 1974  | Fabrizio Fabbri      | Constantino Conti    | Enrico Paolini           |
| 1975  | Constantino Conti    | Enrico Paolini       | Giacinto Santambrogio    |
| 1976  | Walter Riccomi       | Marcello Bergamo     | Arnaldo Caverzasi        |
| 1977  | Claudio Bortolotto   | Mario Beccia         | Bernt Johansson          |
| 1978  | Bernt Johansson      | Carmelo Barone       | Walter Riccomi           |
| 1979  | Bernt Johansson      | Wladimiro Panizza    | Carmelo Barone           |
| 1980  | Silvano Contini      | Leonardo Mazzantini  | Roberto Ceruti           |
| 1981  | Moreno Argentin      | Giuseppe Saronni     | Emanuele Bombini         |
| 1982  | Moreno Argentin      | Tommy Prim           | Roberto Ceruti           |
| 1983  | Luciano Rabottini    | Emanuele Bombini     | Ettore Bazzichi          |
| 1984  | Pierino Gavazzi      | Dario Mariuzzo       | Leo Schonenberger        |
| 1985  | Ezio Moroni          | Marino Lejarreta     | Mario Beccia             |
| 1986  | Harald Maier         | Moreno Argentin      | Pierino Gavazzi          |
| 1987  | Daniele Caroli       | Marco Tabai          | Angelo Canzonieri        |
| 1988  | Maurizio Fondriest   | Moreno Argentin      | Pierino Gavazzi          |
| 1989  | Pierino Gavazzi      | Andreï Tchmil        | Maurizio Rossi           |
| 1990  | Stefan Joho          | Massimo Ghirotto     | Francesco Cesarini       |
| 1991  | Enrico Galleschi     | Marco Saligari       | Massimo Podenzana        |
| 1992  | Leonardo Sierra      | Andrea Ferrigato     | Zenon Jaskuła            |
| 1993  | Massimo Podenzana    | Gianni Bugno         | Davide Cassani           |
| 1994  | Marco Saligari       | Bruno Cenghialta     | Wladimir Belli           |
| 1995  | Fabrizio Bontempi    | Mariano Piccoli      | Andrea Tafi              |
| 1996  | Fabrizio Guidi       | Filippo Casagrande   | Djamolidine Abdoujaparov |
| 1997  | Mariano Piccoli      | Maximilian Sciandri  | Davide Casarotto         |
| 1998  | Felice Puttini       | Maximilian Sciandri  | Massimo Donati           |
| 1999  | Alessandro Baronti   | Marco Velo           | Francesco Casagrande     |
| 2000  | Sergio Barbero       | Gabriele Missaglia   | Davide Rebellin          |
| 2001  | Davide Rebellin      | Francesco Casagrande | Eddy Mazzoleni           |
| 2002  | Vladimir Duma        | Andrea Ferrigato     | Stefano Casagranda       |
| 2003  | Davide Rebellin      | Bo Hamburger         | Oscar Camenzind          |
| 2004  | Nick Nuyens          | Francesco Bellotti   | Mirko Celestino          |
| 2005  | Murilo Fischer       | Ruggero Marzoli      | Mikhaylo Khalilov        |
| 2006  | Daniele Bennati      | Giovanni Visconti    | Marco Marcato            |
| 2007  | Filippo Pozzato      | Murilo Fischer       | Alessandro Bertolini     |
| 2008  | Mikhaylo Khalilov    | Marco Frapporti      | Volodymyr Zagorodny      |
| 2009  | Giovanni Visconti    | Francesco Gavazzi    | Luca Paolini             |
| 2010  | Diego Ulissi         | Michele Scarponi     | Alessandro Proni         |
| 2011  | Peter Sagan          | Luca Paolini         | Matteo Montaguti         |
| 2012  | Emanuele Sella       | Luca Paolini         | Davide Rebellin          |
| 2013  | Gianfranco Zilioli   | Miguel Ángel Rubiano | Maciej Paterski          |
| 2014  | Sonny Colbrelli      | Kristian Sbaragli    | Danilo Napolitano        |
| 2015  | Daniele Bennati      | Marco Marcato        | Davide Rebellin          |
| 2016  | Mirco Sartori        | Francesco Mancini    | Umberto Marengo          |